# Gelis thersites
Gelis thersites là một loài tò vò trong họ Ichneumonidae.